# Режим обратной связи по выходу
Режим обратной связи по выходу (англ. Output Feedback, OFB) — один из вариантов использования симметричного блочного шифра. Особенностью режима является то, что в качестве входных данных для алгоритма блочного шифрования не используется само сообщение. Вместо этого блочный шифр используется для генерации псевдослучайного потока байтов, который с помощью операции XOR складывается с блоками открытого текста. Подобная схема шифрования называется потоковым шифром (англ. stream cipher).

### Определение

Шифрования в режиме обратной связи по выходу (OFB)

Расшифрование в режиме обратной связи по выходу (OFB)

Схема шифрования в режиме OFB определяется следующим образом:
{\displaystyle K_{o}=IV}
{\displaystyle K_{i}=E(K,K_{i-1})}  для  {\displaystyle i=1,\dots ,n}
{\displaystyle C_{i}=K_{i}\oplus P_{i}}
Где {\displaystyle IV} — вектор инициализации, {\displaystyle K_{i}} — ключевой поток, {\displaystyle K} — ключ шифрования, {\displaystyle E} — функция шифрования блока, {\displaystyle n} — количество блоков открытого текста в сообщении, {\displaystyle C_{i}} и {\displaystyle P_{i}} — блоки шифрованного и открытого текстов соответственно.

### Особенности режима
- Значение вектора инициализации должно быть уникальным для каждой процедуры шифрования одним ключом. Его необязательно сохранять в секрете и оно может быть передано вместе с шифротекстом.
- Алгоритм дешифрования в режиме OFB полностью совпадает с алгоритмом шифрования. Функция дешифрования блочного алгоритма не используется в данном режиме, т.к. ключевой поток генерируется только функцией шифрования блока.

Режим OFB наглядно демонстрирует одну из проблем потоковых шифров. При использовании одного и того же вектора инициализации для шифрования нескольких сообщений будет сгенерирован одинаковый поток ключей. Предположим, что {\displaystyle P_{1}} и {\displaystyle P_{2}} — два разных сообщения для шифрования ключом {\displaystyle K}. Зашифруем исходные сообщения в режиме OFB и получим два шифротекста — {\displaystyle C_{1}} и {\displaystyle C_{2}}, соответственно. Таким образом, будет справедливо следующее тождество:
{\displaystyle C_{1}\oplus C_{2}=E(K,K_{i-1})\oplus P_{1}\oplus E(K,K_{i-1})\oplus P_{2}=P_{1}\oplus P_{2}}
Следовательно, если потенциальному злоумышленнику известна хотя бы одна пара шифрованного и открытого текста, вычисление любых открытых текстов, зашифрованных таким же ключом и с идентичным вектором инициализации, становится тривиальной задачей.
- Появление коллизии в ключевом потоке (или совпадение вектора инициализации и одного из ключевых блоков) приведёт к циклическому повторению ключевой последовательности, что может вызвать нарушение безопасности режима шифрования, как показано в предыдущем пункте.
- Распространение ошибки в данном режиме не происходит. Изменение одного бита в шифрованном тексте приведет к изменению одного бита при дешифровании. Однако, потеря бита в шифротексте приведет к некорректному дешифрованию всех последующих битов.